# 北海道道91号苫小牧東インター線
北海道道91号苫小牧東インター線（ほっかいどうどう91ごう とまこまいひがしインターせん）は、北海道苫小牧市内を結ぶ道道（主要地方道）である。

## 概要
全線で日高自動車道と並行するが、接続していない。

### 路線データ
- 起点：北海道苫小牧市字植苗（国道36号・国道235号交点）
- 終点：北海道苫小牧市字植苗（道央自動車道 苫小牧東IC）
- 総延長：2.825 km[1]
- 実延長：2.797 km[1]
- 重用延長：0.028 km[1]

### 道路管理者
- 胆振総合振興局 室蘭建設管理部 苫小牧出張所

## 歴史
- 1976年（昭和51年）5月20日 - 890号として路線認定[2]。
- 1978年（昭和53年）10月12日 - 全線開通[要出典]。
- 1993年（平成5年）5月11日 - 建設省から、道道苫小牧東インター線が苫小牧東インター線として主要地方道に指定される[3]。
- 1994年（平成6年）10月1日 - 路線番号を91号に変更[4]。

## 路線状況

### 道路施設

#### 主な橋梁
- 東インター大橋（120 m、勇払川、苫小牧市字植苗）

## 地理

### 通過する自治体
- 胆振総合振興局
  - 苫小牧市

### 交差する道路
苫小牧市
- 国道36号 - 字植苗（起点）
- 国道235号 - 字植苗（起点）
- E5 道央自動車道 苫小牧東IC - 字植苗（終点）